# Antonín Kachlík
Antonín Kachlík (* 26. Februar 1923 in Kladno, Tschechoslowakei; † 20. April 2022 in Tschechien) war ein tschechoslowakischer Regisseur und Drehbuchautor. In seiner Karriere inszenierte er mehr als 20 Kinofilme, darunter Produktionen wie Wir waren zehn, Tod hinter dem Bühneneingang, Prinz Bajaja, Auf des Messers Schneide oder Prinzessin Julia.

## Leben und Werk
Antonín Kachlík wuchs in Malá Dobrá auf. Seine Familie zog 1931 nach Prag. Er trat als junger Mann der Kommunistischen Partei der Tschechoslowakei bei. Während des Zweiten Weltkriegs schloss sich Kachlík einer Widerstandsbewegung gegen die NS-Regime an und verteilte linke Flugblätter. Nach seinem Abitur im Jahr 1942 wurde er als Mitglied der Feuerwehr im Ruhrgebiet für Deutschland zwangsverpflichtet. Dort half er bei der Trümmerbeseitigung nach den nächtlichen Luftangriffen der Alliierten. Nach dem Krieg besuchte er eine Hochschule für Politik- und Sozialwissenschaften, bevor er sich 1946 um eine Ausbildung an der Filmakademie (FAMU) bewarb. 1950 schloss er sein Studium an der Filmakademie ab. Nach seinem Abschluss ging Kachlík nach Zlín, um als Regisseur und Dramaturg am Arbeitertheater zu arbeiten, bevor er 1952 zum Militär ging und bis 1954 diente.
Seine Laufbahn beim Film begann er als zweiter Regisseur unter Josef Mach und Bořivoj Zeman. Kachlík gab 1961 sein Regiedebüt mit dem Filmdrama Junitage mit Jiří Bednář. In den 1960er-Jahren realisierte er noch mehrere Kinofilme, darunter 1963 die romantische Komödie Wir waren zehn mit Jaroslav Satoranský und Ctibor Turba in den Hauptrollen oder 1967 den Kriminalfilm Tod hinter dem Bühneneingang mit Miroslav Horníček und Jaroslav Satoranský. In den 1970er-Jahren folgten Kinofilme wie der Fantasyfilm Prinz Bajaja mit Ivan Palúch und Magda Vášáryová, 1972 die Familienkomödie Frühes Versprechen mit Jaroslava Schallerová und Irena Svárová oder 1973 die Kinoproduktion Rennfahrer der Kategorie Risiko mit Alexei Okunev und Ladislav Vecera. In den 1980er-Jahren drehte er unter anderem im Jahr 1985 das Drama Auf des Messers Schneide mit Jiří Žák und Marta Krasová und 1987 die Fantasykomödie Prinzessin Julia mit Lucie Tomková und Petr Mikulá in den Hauptrollen.
Von 1961 bis 1987 drehte Kachlík 22 Filme und schrieb zehn Drehbücher. Von 1971 bis 1992 lehrte er an der Film- und Fernsehfakultät der Akademie der Musischen Künste (FAMU). Im Jahr 1973 war Kachlík Jurymitglied beim 8. Internationalen Filmfestival Moskau. Er stand auch in dem Ruf, durch Wir waren zehn Olga Schoberová zum Durchbruch verholfen zu haben.
Antonín Kachlík starb am 20. April 2022 im Alter von 99 Jahren. Er war mit der Schauspielerin Květoslava („Květa“) Houdlová verheiratet. Ihre Tochter Kateřina Kachlíková (* 1953) ist als Mezzosopranistin und Gesangslehrerin tätig.

## Filmografie

### Regisseur
- 1948: Vltava po válce
- 1959: Zatoulané delo – als Regieassistent
- 1961: Junitage (Červnové dny)
- 1963: Wir waren zehn (Bylo nás deset)
- 1964: Pršelo jim štěstí
- 1964: Třiatřicet stříbrných křepelek
- 1967: Tod hinter dem Bühneneingang (Smrt za oponou)
- 1969: Já, truchlivý bůh – auch Darsteller
- 1971: Prinz Bajaja (Princ Bajaja)
- 1972: Frühes Versprechen (My, ztracený holky)
- 1973: Rennfahrer der Kategorie Risiko (Jezdec formule risk)
- 1973: U trí nevest (Fernsehfilm)
- 1974: Zločin v Modré hvězdě
- 1974: Dvacátý devátý
- 1977: Náš dědek Josef
- 1978: O moravské zemi
- 1978: Radost až do rána
- 1981: Požáry a spáleniště
- 1983: Kouzelné dobrodružství
- 1984: Kouzelníkův návrat
- 1984: Co bylo totálni nasazení
- 1985: Auf des Messers Schneide (Na koho to slovo padne...)
- 1987: Prinzessin Julia (O zatoulané princezně)

### Drehbuchautor
- 1961: Junitage (Červnové dny)
- 1963: Wir waren zehn (Bylo nás deset)
- 1967: Tod hinter dem Bühneneingang (Smrt za oponou)
- 1969: Já, truchlivý bůh
- 1972: Frühes Versprechen (My, ztracený holky)
- 1973: Rennfahrer der Kategorie Risiko (Jezdec formule risk)
- 1978: O moravské zemi
- 1978: Radost až do rána
- 1984: Kouzelníkův návrat
- 1985: Auf des Messers Schneide (Na koho to slovo padne...)